# 85. вечити дерби у фудбалу
85. вечити дерби у фудбалу је фудбалска утакмица одиграна у Београду 17. септембра 1989. године, између Црвене звезде и Партизана. Утакмица се завршила резултатом 1 : 0 (0 : 0) за Црвену звезду.